# Eucynorta pictipes
Eucynorta pictipes is een hooiwagen uit de familie Cosmetidae.